# Браничево
Брани́чево (болг. Браничево) — село в Шуменській області Болгарії. Входить до складу общини Каолиново.

## Населення
За даними перепису населення 2011 року у селі проживали 1318 осіб.
Національний склад населення села:
| Національність   | Кількість осіб | Відсоток |
| ---------------- | -------------- | -------- |
| турки            | 995            | 77,1 %   |
| цигани           | 241            | 18,7 %   |
| болгари          | 50             | 3,9 %    |
| інша             | 0              | 0 %      |
| не визначились   | 5              | 0,4 %    |
| Всього відповіли | 1291           |          |

Розподіл населення за віком у 2011 році:
Динаміка населення: